# 10-й Алабамский пехотный полк
10-й алабамский пехотный полк (англ. 10th Regiment Alabama Infantry) — представлял собой один из пехотных полков армии Конфедерации во время Гражданской войны в США. Полк прошёл все сражения гражданской войны на востоке от сражения при Дрейнсвилле до капитуляции при Аппоматтоксе.

## Формирование
Полк был сформирован в Монтгомери, Алабама, в июне 1861 года и принят на службу в армию Конфедерации 4 июня. Его первым командиром стал полковник Джон Форни, в прошлом — выпускник Вест-Пойнта и лейтенант федеральной армии. Подполковником стал Джеймс Бенсон Мартин, а майором — Джон Вудвард. В июле полк был отправлен в Винчестер, прибыл туда 13 июля и был включён в состав Армии Шенандоа (в бригаду Кирби Смита).

## Боевой путь
18 июля 1861 года полк получил приказ отправиться к Манассасу, но бригада Смита была последней в очереди на погрузку в эшелон. Смит сдал командование полковнику Форни и отбыл к Манассасу, где возглавил бригаду Элзи. Полк прибыл на место только 22 июля, уже после завершения первого сражения при Булл-Ран, в котором он в итоге не принимал участия.
20 декабря того же года полк участвовал в сражении при Дрейнсвилле, где был убит подполковник Джеймс Мартин и ещё 21 человек, и были ранены капитан Уильям Форни (брат полковника Джона Форни) и ещё 64 человека. На следующий день майор Вудвард стал подполковником, а капитан Форни получил звание майора.
В январе 1862 года полк был включён в бригаду Кадмуса Уилкокса. В марте он был направлен на Вирджинский полуостров. 17 марта полковник Джон Форни получил звание бригадного генерала, подполковник Джон Вудвард стал полковником, майор Уильям Форни — подполковником, а капитан роты Н, Джон Колдуэлл стал майором.
Когда началась кампания на полуострове, полк участвовал в обороне Йорктауна, а после сдачи Йорктауна отступал к Ричмонду и участвовал в сражении при Уильямсберге 6 мая. В этом бою полк потерял 85 человек. Подполковник Форни был ранен, отправлен в госпиталь в колледже Уильяма и Мери, и оказался в плену после того, как северяне захватили госпиталь. Позже, ещё во время пребывания в плену, он получил звание полковника.
Полк прошёл несколько сражений Семидневной битвы: 27 июня он участвовал в сражении при Гэйнс-Милл, где потерял 38 человек убитыми и 97 ранеными. 30 июня полк участвовал в сражении при Глендейле, где 32 человека было потеряно убитыми и 95 ранеными. Было утрачено знамя полка, захваченное федералами 9-го Пенсильванского Резервного полка. Подполковник Колдуэлл (получивший это звание после Уильямсберга и временно командовавший полком) был ранен и командование временно принял майор Артур Каннингем, которому присвоили звание подполковника.
Бригада Уилкокса участвовала в Северовирджинской кампании и сражалась во втором сражении при Булл-Ран, хотя и не очень удачно. При Булл-Ран полк потерял 30 человек.
Во время Мерилендской кампании полк участвовал в осаде Харперс-Ферри, после чего 17 сентября был переведён к Шарпсбергу и участвовал в сражении при Энтитеме, насчитывая к началу сражения всего 200 человек. Полк возглавлял капитан Джордж Уотли, который погиб во время боя. Примерно половина всего полка выбыла из строя в ходе этого сражения.
В том же сентябре полковник Уильям Форни был освобождён из плена и возглавил полк.